# Kirmington
Kirmington is een civil parish in North Lincolnshire, Engeland. Kirmington heeft 365 inwoners. Kirmington ligt aan de A18. Humberside Airport, voorheen Kirmington Airport, bevindt zich ook in Kirmington.
Eastern Airways heeft zijn hoofdkantoor in Kirmington gevestigd.